# Cyclobacanius depressus
Cyclobacanius depressus är en skalbaggsart som beskrevs av Yélamos och Yves Gomy 1993. Cyclobacanius depressus ingår i släktet Cyclobacanius och familjen stumpbaggar. Inga underarter finns listade i Catalogue of Life.